# Biertan (Sibiu)
Biertan (en la llengua local Ghiertan, en el dialecte saxó Birthälm, Bierthalmen, Bierthalm, en germană Birthälm, Birthalmen, en maghiară Berethalom) és un poble que es troba en una comuna amb el mateix nom al comtat de Sibiu, Transsilvània (Romania).

## Història
Biertan és un dels primers assentaments saxons alemanys a Transsilvània, inclòs a les "Dues cadires" (Mediaș i Șeica) al Diploma Andí (Andreaneum) de 1224. La localitat de Biertan està documentada l'any 1283, en un document juntament amb Mediaș i Moşna, totes tres localitats en una ferotge competència per obtenir el centre administratiu del territori anomenat "Dues Cadires". Així, cadascuna de les tres localitats va intentar augmentar la seva fama mitjançant una construcció sagrada més imponent i ornamental.
L'any 1397 Biertan és certificada com a fortalesa. Com qualsevol assentament saxó, tenia una organització urbana, destacant l'estil de Franconia de les filades de cases disposades al voltant d'una plaça central, sobre la qual s'alça la imponent església-fortalesa. L'impressionant monument de culte combina harmoniosament l'estil gòtic amb el renaixentista, essent defensat per tres muralles amb torres i baluards medievals. El primer recinte de la fortalesa s'atribueix al segle xii, quan probablement es va construir la primera església (Santa Maria). L'església actual va ser construïda en 1486 - 1524, en estil gòtic tardà.
Durant 300 anys, entre 1572 i 1867, Biertan va ser la seu de l'episcopat saxó, que va afavorir la construcció d'una de les ciutats camperoles més fortes de Transsilvània, al voltant de l'església fortificada. L'any 1572, el sacerdot Lucas Unglerus (de Biertan) va ser elegit administrador suprem de la comunitat evangèlica de Transsilvània, la ciutat guanyant en importància espiritual-religiosa el que havia perdut administrativament en detriment de Mediaș. L'any 1704, la fortalesa, encara que molt forta, fou presa per sorpresa pels Curut, i devastada per aquests; durant l'ocupació dels cortesans, van robar preciosos vaixells de culte, documents inestimables i van violar les criptes dels bisbes a la recerca de tresors.
El 1733, quan el bisbe romanès es va unir a Roma, Innocent Micu-Klein, va organitzar una conscripció a Transsilvània, 35 famílies romaneses van ser revisades a Bertán. És a dir, al Biertan de 1733 hi vivien uns 165 romanesos. Tanmateix, no tenien ni capellà ni església.
L'arxipreste Stefan Moldovan va esmentar el 1852 que entre 1833 i 1844 l'església romanesa va ser utilitzada alternativament pels ortodoxos i grecs catòlics. El 1844 “els no ortodoxos [ortodoxos] van renunciar als [grec-catòlics] Units de l'església comuna, i així els [sic] Units van quedar sense oratori fins al 1850 (...) i ara es preparen per reconstruir l'església digna de la nom".
Amb l'enfonsament del comunisme, el nombre de saxons que marxaven de Biertan cap a Alemanya va augmentar. Si 1613 Saxons vivien a Biertan el 1977 , el 1992 Biertan tenia només 280 habitants saxons.

## Etimologia
El nom de l'assentament prové de la llengua hongaresa, Berethalom que significa "turó de Berth", presa del dialecte saxó en forma de Bierthalmen, Bierthalm. Inocențiu Micu va destacar la localitat el 1733 amb el nom de Bertán, i Ștefan Moldovan el 1852 amb el nom de Berthan.

## Descobriments arqueològics
L'any 1775, prop del Biertan, al bosc de Chimdru, es va descobrir el Donert de Biertan, un objecte ritual sovint invocat per argumentar la presència d'una població cristiana de parla llatina a la regió de la Dacia al segle IV.

## Arquitectura

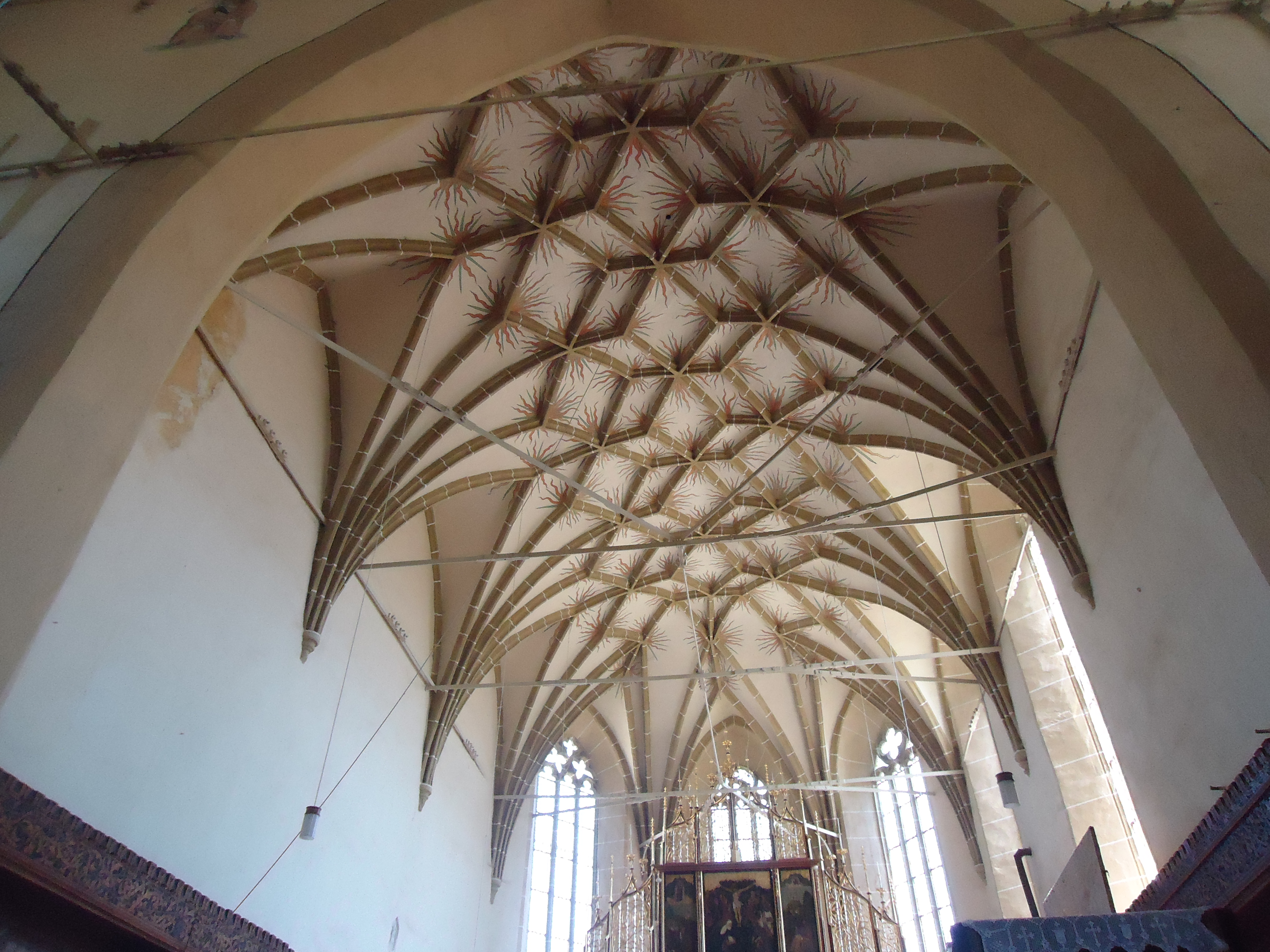
L'interior de l'església de Biertan

El conjunt arquitectònic medieval està format per l'església i el cinturó de fortificacions, estant situat al centre de l'assentament, sobre un turó. L'església tipus saló ocupava la part central del conjunt, essent construïda entre 1490 i 1520 en estil gòtic tardà, sent l'última de Transsilvània construïda en aquest estil. Construcció monumental, gran, té tres sales d'igual alçada. L'entrada es fa per tres portes: oest, nord i sud. Els artesans de Viena i de Nuremberg són els pares espirituals dels que van construir entre 1483 i 1513 el valuós altar políptic de l'església, el més gran del país, amb els seus 28 panells pintats. El púlpit, tallat a la pedra, de l'any 1500, tot i que obra del mestre Ulrich de Brașov, delata la forta influència d'Alemanya del Sud.
I els bancs del cor estan caracteritzats per George Oprescu de la següent manera: “Els mobles són rars i molt valuosos. Les cavallerisses, és a dir, els bancs del cor, de principis del segle xiv, estan decorades amb bandes d'ornamentació gòtica. És la decoració que trobem en mobles d'aquesta mena d'Alemanya i Suïssa, gens inferior a ells, així que podem dir que a Biertan hi ha bancs, fets al nostre país, per fusters de Transsilvània, que podrien aparèixer en qualsevol gran museu d'art aplicat".
La porta de la sagristia gaudeix de fama internacional, amb un sistema molt complicat de 19 panys, realitzat per artesans locals l'any 1515 i que va despertar un gran interès, sent premiat a l'Exposició Universal de París de 1900 i que és un exemple representatiu de la fabricació saxona medieval, per les incrustacions excepcionals i el sistema de tancament original, que encara funciona avui dia. Les fortificacions del voltant es consideren les més fortes de Transsilvània, procedents d'una fortalesa pagesa. Té tres fileres de muralles, 6 torres i 3 baluards construïts en diferents etapes des del segle XIV. A la part superior hi ha un passadís defensiu, rellotge i campanes. La torre del "mausoleu" està situada al nord-est i té a la planta baixa un mausoleu que acull, des de 1913, les tombes dels prelats d'aquesta església.
Les lloses les va fer Nikolaus Elias de Sibiu. La torre dels Catòlics, situada a la banda sud, albergava la capella reservada als catòlics no objecte de reforma.
Hi havia una vegada, al baluard de llevant hi havia la "presó", on les parelles (marit i dona) que estaven discutint i amb la intenció de divorciar-se van ser empresonades durant dues setmanes. A l'habitació petita, amb una taula petita i un llit individual, la comunitat saxona els va proporcionar un sol plat, un sol cobert i una única tassa d'aigua. Es diu que en aquelles circumstàncies, només una parella va romandre impasible en la decisió inicial de divorci, la resta de parelles se n'han anat pacíficament, sense passar a disposició judicial. Al sud-oest hi havia la torre Bacon. Al segle XVI es va construir el tercer cinturó de muralles als costats est, oest i sud de la fortalesa. La torre de la presó estava situada al costat nord-oest, però l'any 1840 va ser enderrocada per donar lloc a una escola. Al tercer cinturó es van construir la Torre de la Porta, al costat sud, la Torre dels Teixidors al costat oest. L'accés interior a l'església es fa a través d'una escala coberta, de 100 m de llargada, que parteix de la plaça central del poble, al costat de la torre de guàrdia.
Al capdamunt de l'escala, prop de l'església, s'albira un gran pedrís, sobre el qual, diumenge, els qui feien malament durant la setmana havien de ser vists per tota la comunitat. Va ser una manera eficaç d'educar-los i d'integrar-los a la comunitat de l'assentament. Avui, aquest antic assentament saxó és conegut al món per la seva església-fortalesa, inclosa l'any 1993 a la Llista del Patrimoni Mundial de la UNESCO. L'església-fortalesa d'aquí, dedicada a Santa Maria, ha estat restaurada gràcies a les donacions fetes pels nadius de Biertan repartits per Europa, els Estats Units i Austràlia. El cap del projecte de restauració, l'arquitecte Hermann Armeniu Fabini, va rebre la medalla "Europa Nostra" l'any 1991.
El 1775, prop de Biertan, es va descobrir un objecte ritual al bosc de Chimdru, conegut com el Donert de Biertan, sovint invocat per argumentar la presència d'una població cristiana de parla llatina a la Transsilvània del segle IV.

## Objectiu commemoratiu
El monument dels herois romanesos de la Primera Guerra Mundial. El monument es troba al carrer Avram Iancu núm. 2, davant de l'escola general. Va ser inaugurat l'any 1939, en memòria dels herois romanesos de la Primera Guerra Mundial. El monument, de 3,5 m d'alçada, està compost de formigó mosaic, la tanca està feta amb una tanca de formigó. Al monument hi ha inscrits els noms de 38 herois romanesos i les paraules: "Va aixecar aquest signe d'honor i gratitud del passat pels romanesos a Biertan, l'any 1935, Dia dels Herois, a iniciativa dels membres de la Societat de Antics combatents a Biertan".

## Fills il·lustres
- Arthur Martin Phleps (novembre de 1881 - setembre de 1944) va ser un general. Va ser soldat de l'exèrcit austrohongarès, després de 1918 a l'exèrcit reial romanès. Després de l'inici de la guerra contra l'URSS, es va unir a les Waffen SS, comandant, durant un temps, la famosa divisió de caça de muntanya "6 Gebirgsdivision der Waffen SS - Prinz Eugen". Va organitzar l'evacuació dels saxons de Transsilvània el 5 de setembre de 1944.[7]
- Nicolae Popoviciu (1903 - 1960), bisbe ortodox d'Oradea entre 1936 - 1950, llavors amb domicili obligatori imposat per les autoritats comunistes
- Sara Römischer (1919 - 2006) va viure molt de temps a Biertan; va passar a l'etern el 2006. Encara que no era famosa en el sentit tradicional de la paraula, la seva història és representativa del que molts saxons i suabes de Transsilvània i Banat van viure després de la Segona Guerra Mundial. Sara va ser deportada a Sibèria l'any 1945, un dia assolellat de gener. Va sobreviure, i després de cinc anys difícils va tornar al seu poble natal de Biertan per criar els seus fills, encara amb moltes dificultats. Visiteu la Siebenbürgische Zeitung per obtenir una traducció a l'anglès de la seva impactant història o visiteu la pàgina alemanya
- Michael Bielz (1787 - 1866), malacòleg austrohongarès
- Ioachim Bârză, (1867 - ?), diputat a la Gran Assemblea Nacional d'Alba Iulia 1918

## Galeria d'imatges

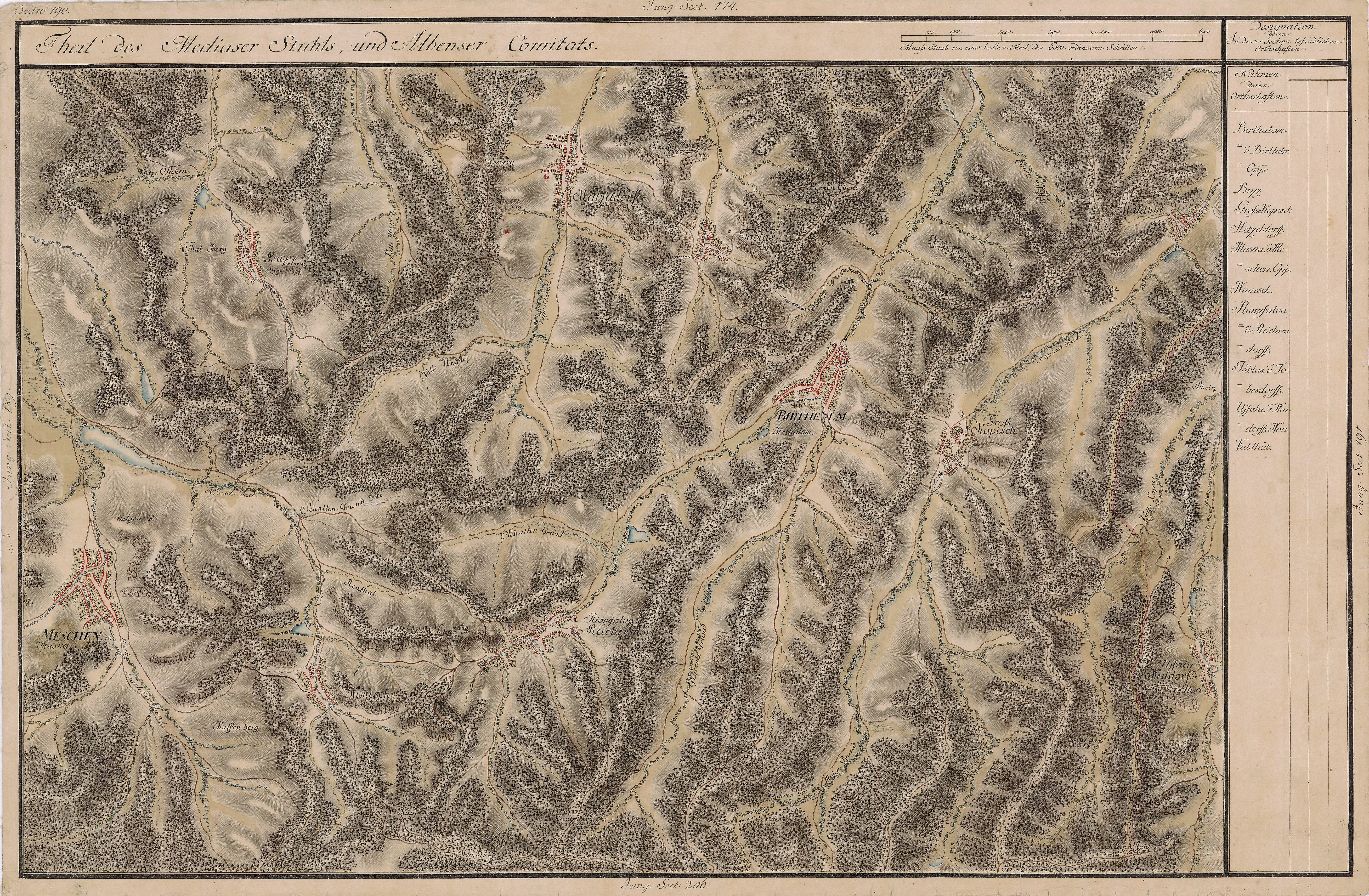
Biertan al mapa josefí de Transsilvània, 1769-1773
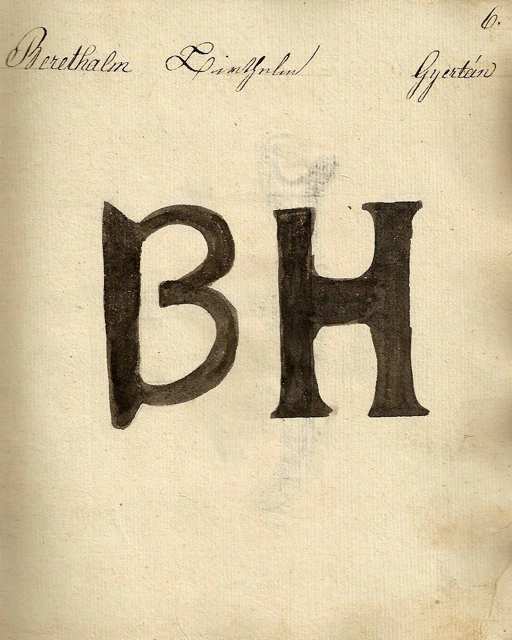
1826 - Perill pel bestiar a Biertan
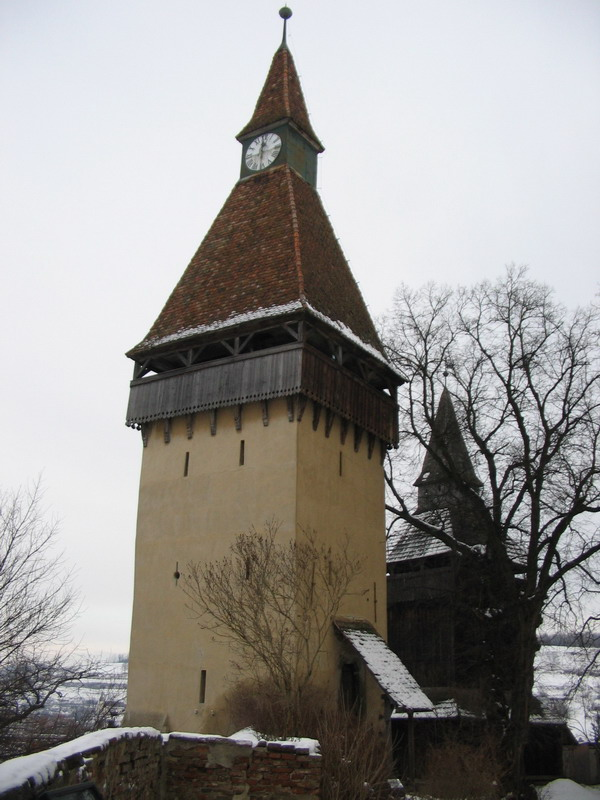
Torre
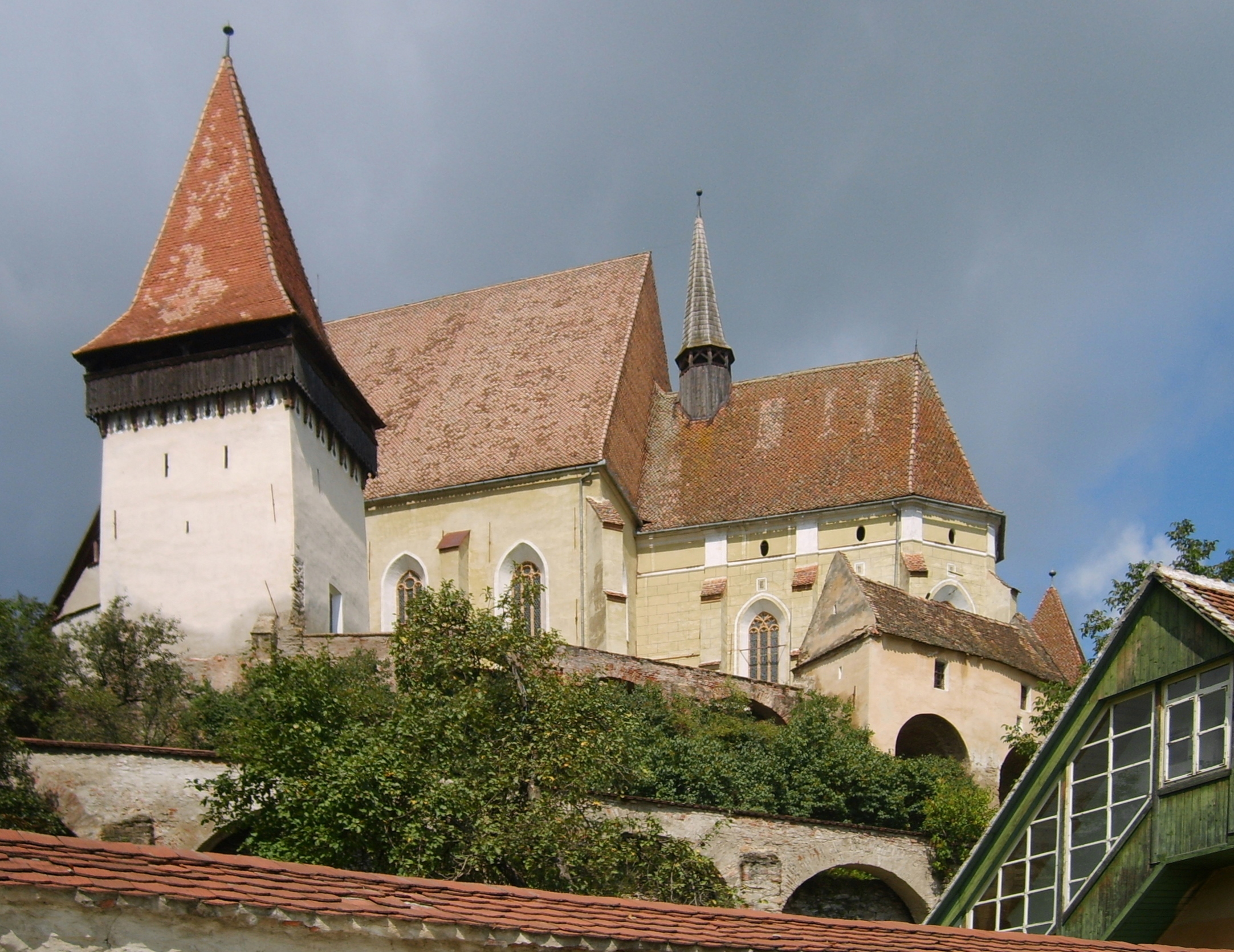
Església fortificada - es pot veure el sistema de 3 muralles fortificades
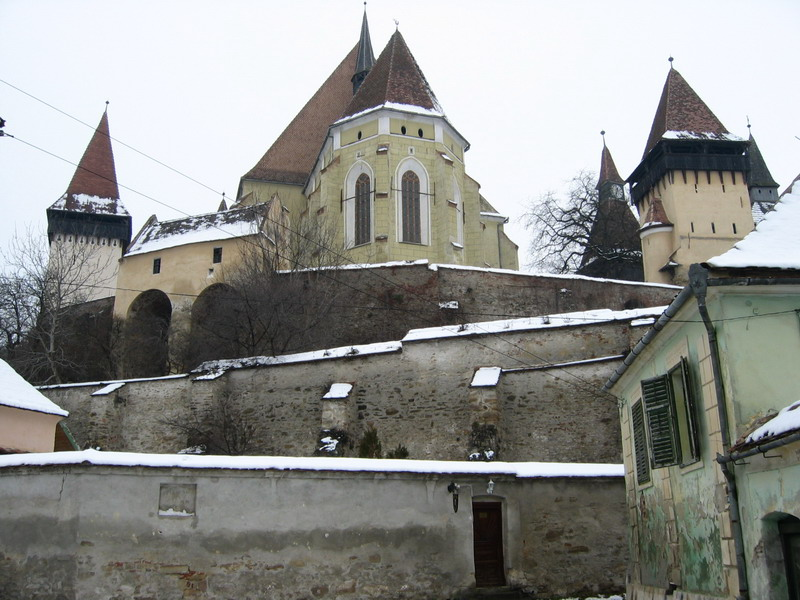
Església fortificada - es pot veure el sistema de 3 muralles fortificades
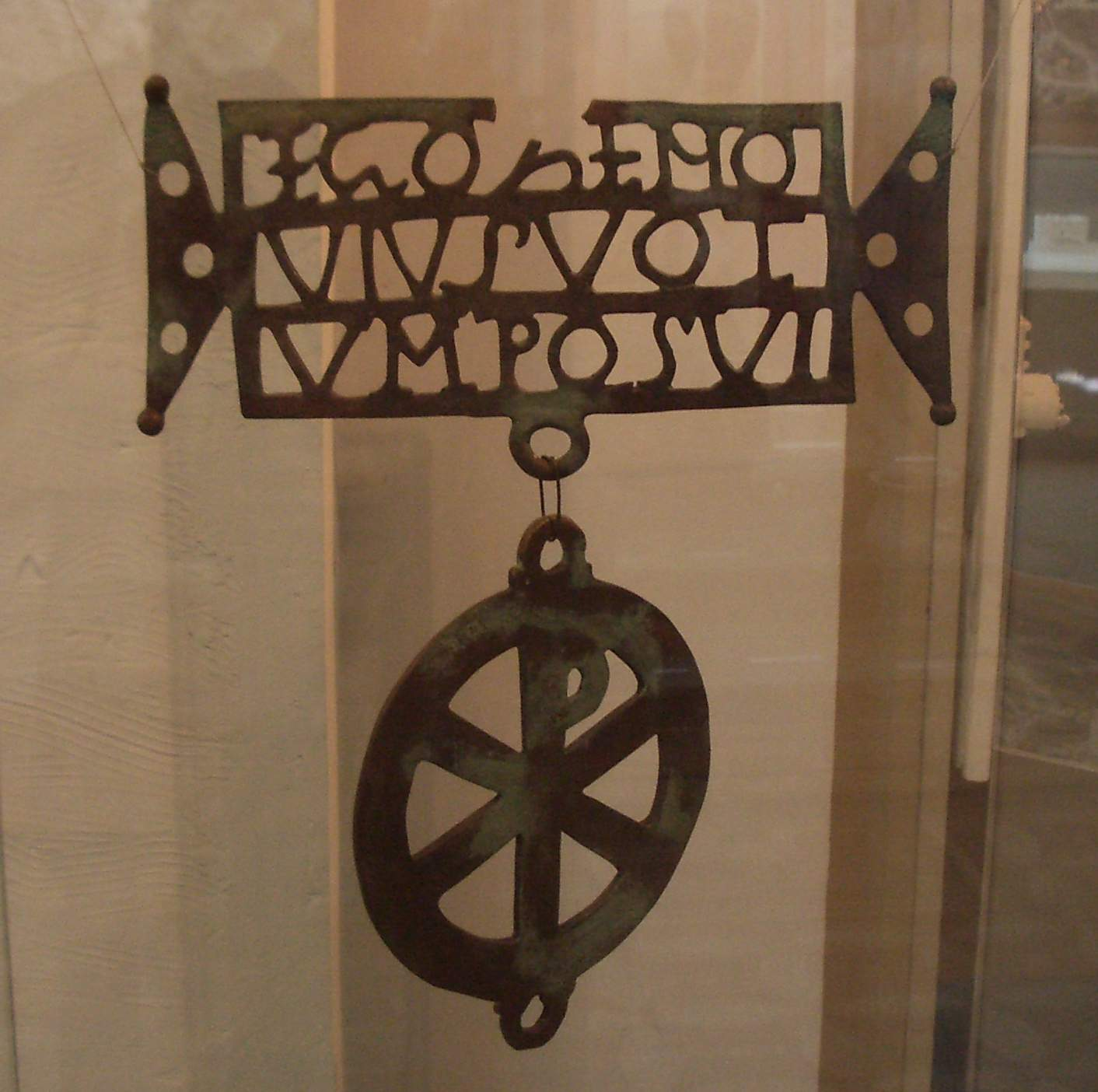
La donació de Biertan
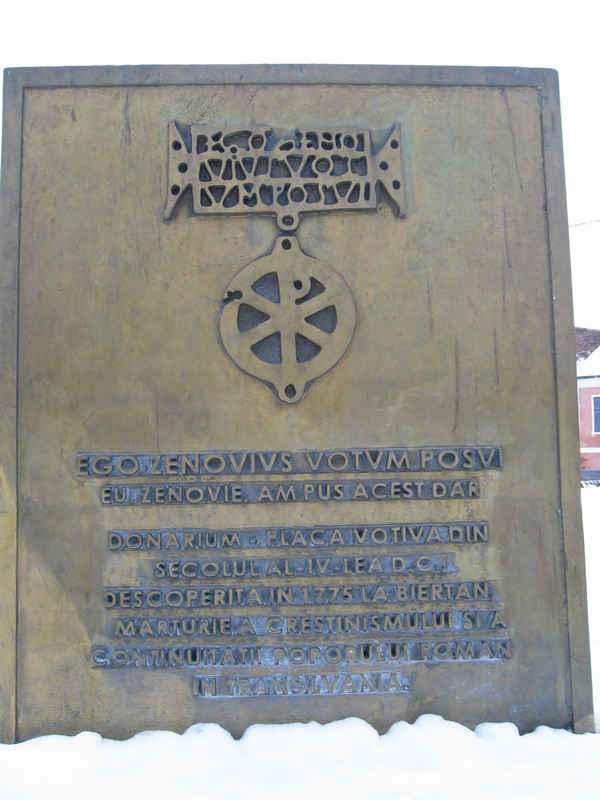
Placa commemorativa del descobriment de la donació
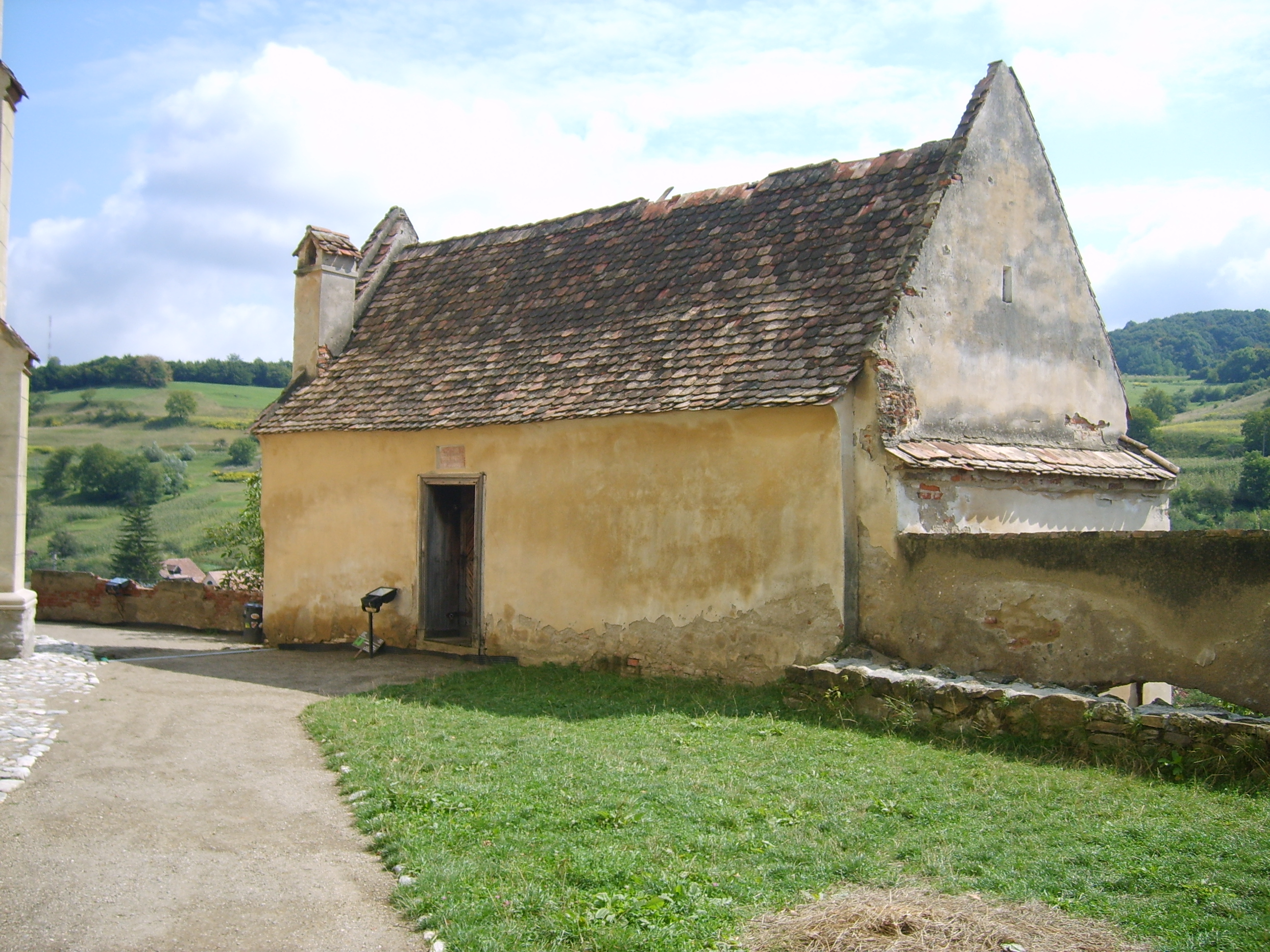
Aquest petit edifici es troba al costat de l'església (era costum que les parelles que es volien divorciar estiguessin tancades aquí durant 2 setmanes)
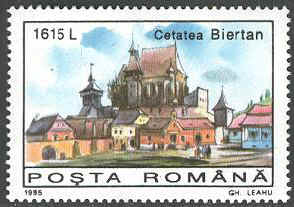
Segell emès pel Correus Romanès, l'any 1995, que representa la fortalesa de Biertan
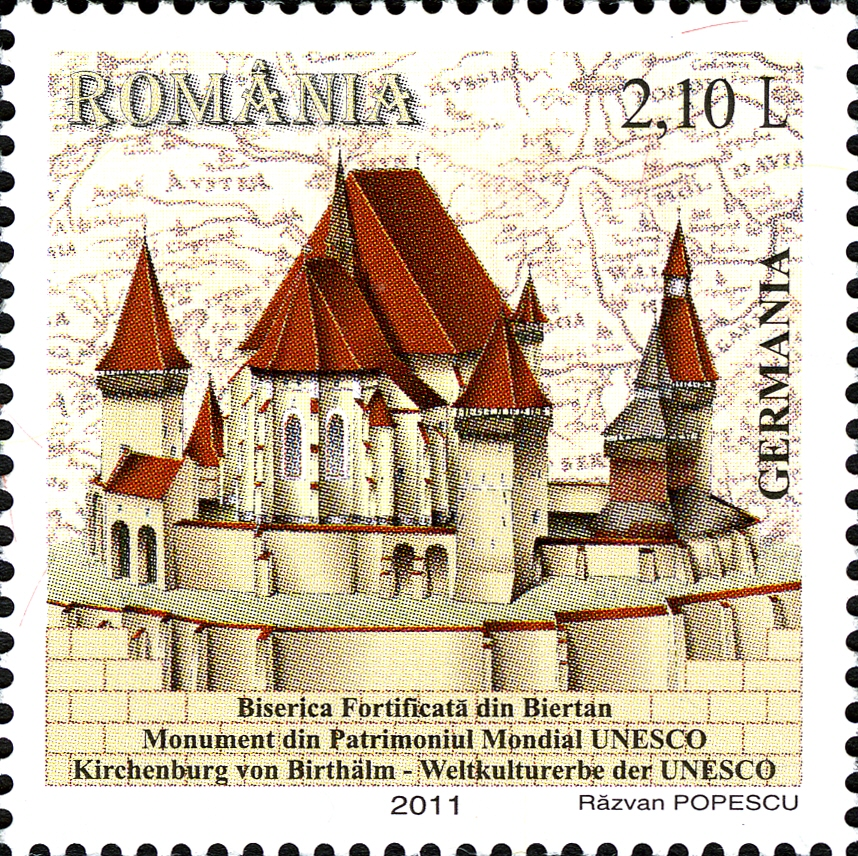
Emissió postal romanesa-alemanya, que representa l'església fortificada de Biertan